# Penebui
Penebui ókori egyiptomi királyné volt az I. dinasztia idején, legnagyobb valószínűséggel Dzser felesége.
Neve három elefántcsont címkébe vésve maradt fenn, melyek közül kettőt Dzser abüdoszi nekropoliszában találtak meg, egy erősen károsodottat pedig egy névtelen szakkarai sírban. Ezek az „évtáblának” nevezett címkék különféle ceremóniákat ábrázolnak, köztük emberáldozatot és kultikus tárgyak bemutatását. A kép közepén két elhunyt királyné látható, akiket díszes piedesztálon álló, női fejjel és frizurával ellátott mellszoborként ábrázolnak, homlokukból vér szökik fel, ami a halálukat ábrázolja. Korábban ezeket tévesen virágdísznek vagy kígyódiadémnek hitték. Mindkét hölgy neve előtt ritka hieroglifa áll, amely ebben az időben halált jelentett. Az elsőként ábrázolt hölgy Penebui, akinek neve előtt „a jogar úrnője” korabeli királynéi cím állt. Neve jelentése: „a két úr trónusa”. A másik hölgy szintén királyné lehetett, de alacsonyabb rangú; nevét három hal jelével írták, olvasata bizonytalan. Címe az „aki látja Hóruszt és Széthet”, ami szintén egy korabeli királynéi cím.
Penebui halálát, úgy tűnik, említi a palermói kő: Dzser uralkodása alatt következett be. Wolfgang Helck feltételezése szerint erőszakos halált halhatott, lefejezhették, mivel az elhunyt királyné jele előtt egy lefejezett bíbicet ábrázoló hieroglifa áll.

## Fordítás
- Ez a szócikk részben vagy egészben  a   Penebui című angol Wikipédia-szócikk ezen változatának fordításán alapul.  Az eredeti cikk szerkesztőit annak laptörténete sorolja fel. Ez a jelzés csupán a megfogalmazás eredetét és a szerzői jogokat jelzi, nem szolgál a cikkben szereplő információk forrásmegjelöléseként.